# Проворов, Константин Леонтьевич
Константин Леонтьевич Проворов (3 сентября 1909, Симбирск — 11 января 1992, Новосибирск) — советский и российский геодезист, доктор технических наук (1955), профессор (1955), ректор НИИГАиКа (1956—1970), заслуженный работник геодезии и картографии (1990).

## Биография
Родился 3 сентября 1909 года в Симбирске. Окончил среднюю школу (1927). Был музыкантом военного и штатского оркестров родного города.
Прошёл землеустроительные курсы (1928—1930). В 1930—1931 годах трудился прорабом по землеустройству в Оренбурге, в 1932—1933 — техником-геодезистом в Саратове.
С мая 1933 до января 1934 года служил в армии, после чего работал инженером-геодезистом краевого земельного управления (Омск, Новосибирск).
В 1937—1953 годах занимал должности начальника цеха, заместителя главного инженера и главного инженера Новосибирского аэрогеодезического предприятия. В 1948 году окончил Новосибирский институт инженеров геодезии, аэрофотосъёмки и картографии (НИИГАиК) экстерном. С мая по октябрь 1953 года руководил отделом Госгеонадзора (Пятигорск).
После окончания аспирантуры в МИИГАиКе получил докторскую степень (1954, «О построении сплошных сетей триангуляции»).
С июля 1954 года — проректор по учебно-научной работе и заведующий кафедры НИИГАиКа; затем — ректор (1956—1970), заведующий кафедры (1970—1971) и профессор-консультант (1975—1992) института.
Похоронен на Заельцовское кладбище (квартал 28нт).

## Деятельность
Основал сибирскую научную школу по построению, анализу точности государственной геодезической сети и её реконструкции.
Провёл исследование точности и обстоятельный анализ качества сплошных геодезических сетей; результаты этих работ сыграли фундаментальную роль в развитии государственной геодезической сети и послужили основой разработок её схем построения и уравнивания.
Иницииатор создания на базе НИИГАиКа оптического факультета, новых кафедр, станции отслеживания искусственных спутников Земли, планетария (1957). В период его руководства к 1967 году было завершено строительство комплекса зданий института (Ленинский район).

## Сочинения
- О точности сплошных сетей триангуляции. М., 1956. 163 с.;
- О построении сплошных сетей триангуляции. М.,1957. 56 с.;
- Радиогеодезия. Учебное пособие для студентов геодезических специальностей. М., 1965. 279 с.
- Точность элементов многоклассной геодезической сети // Геодезия и картография. 1979. № 9.[1]

## Награды
Ордена «Знак Почёта» (1961) и Трудового Красного Знамени (1971), медали.